# Prione tanneur
Prionus coriarius
Espèce
Le prione tanneur ou prione coriace (Prionus coriarius) est une espèce d'insectes de l'ordre des coléoptères. Il est le plus massif des longicornes européens.

## Étymologie
Son nom d'espèce coriarius est donné en raison de la coloration du tégument et de son aspect rappelant la texture du cuir ( = " corium "). " Coriace " proviendrait d'une francisation erronée de corium.

## Description
Ce cérambycidé mesure de 25 à 40 mm de long. Il est noir à brun foncé, luisant. Les antennes du mâle sont composées de 12 articles à bord externe saillant leur donnant un aspect externe denté, en forme de scie. La femelle est plus grande que le mâle, ses antennes sont toutefois plus fines. La face ventrale de la femelle est glabre, le mâle est pubescent. Le mâle plus petit est plus mobile que la femelle avec un vol aussi rapide que celui d'une mouche. La femelle dispose d'un oviscapte, ou tarière, qu'elle sort pour la ponte dans le sol à proximité d'arbres morts.

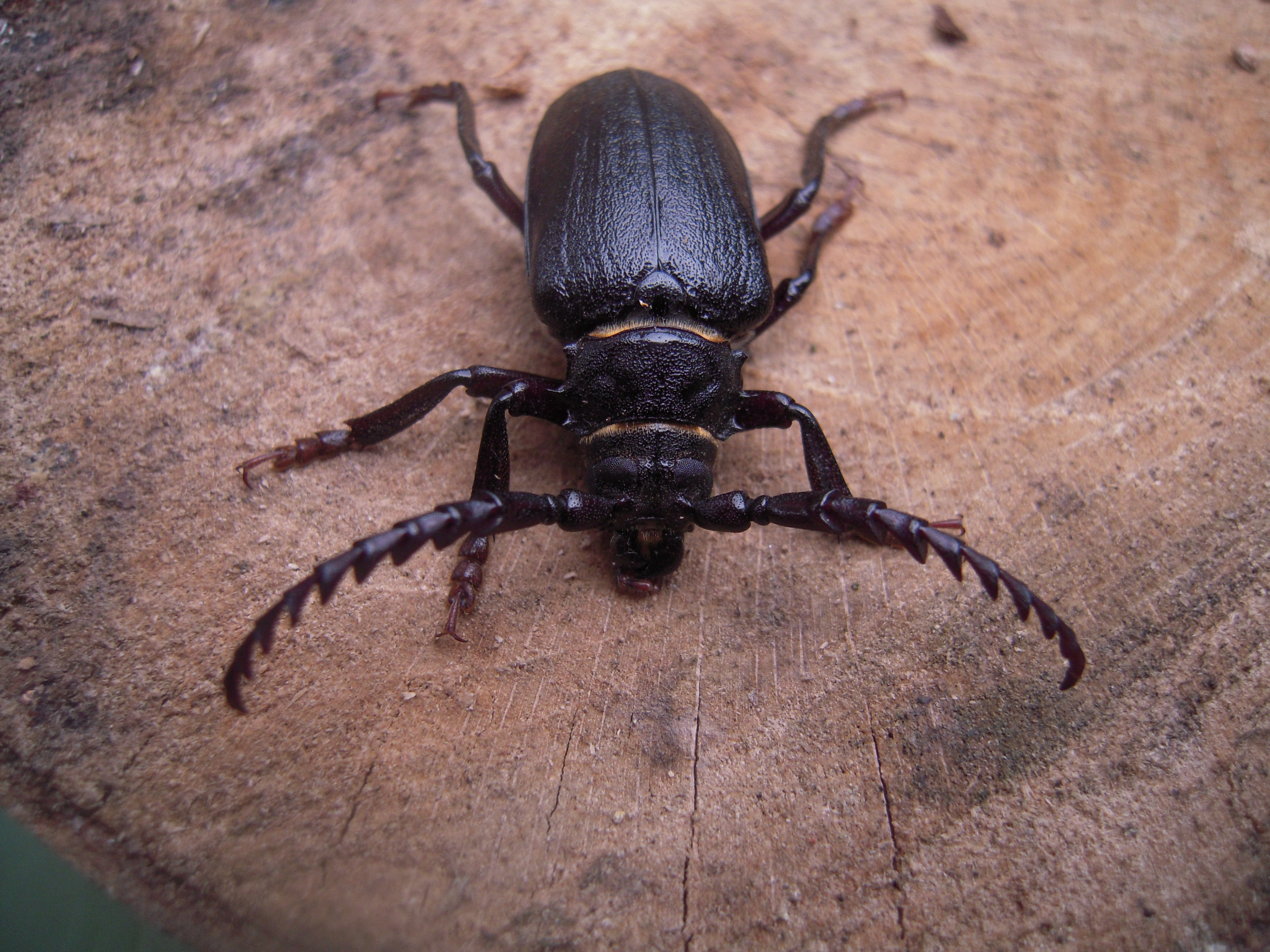

## Biologie
La larve se développe dans les souches décomposées d'arbres feuillus (chênes, chataigniers, hêtres, ormes, frênes, sureaux, robiniers, saules) mais aussi parfois de résineux ; elle est xylophage (se nourrit du bois). Elle peut atteindre 6 cm de longueur. Au bout de trois ans elle se transforme en imago. L'adulte ne se nourrit plus.
L'imago est visible de juillet à septembre. Il est solitaire et son activité est surtout crépusculaire et nocturne. Il est attiré par la lumière. Malgré sa grande taille il vole avec aisance, d'un vol rapide et bruyant.

## Distribution géographique
Europe centrale, Turquie, Caucase, Iran, Afrique du Nord. Assez commun en France, sans être très abondant. Il se rencontre jusqu'à 1000m d'altitude.